# Zadni Handel

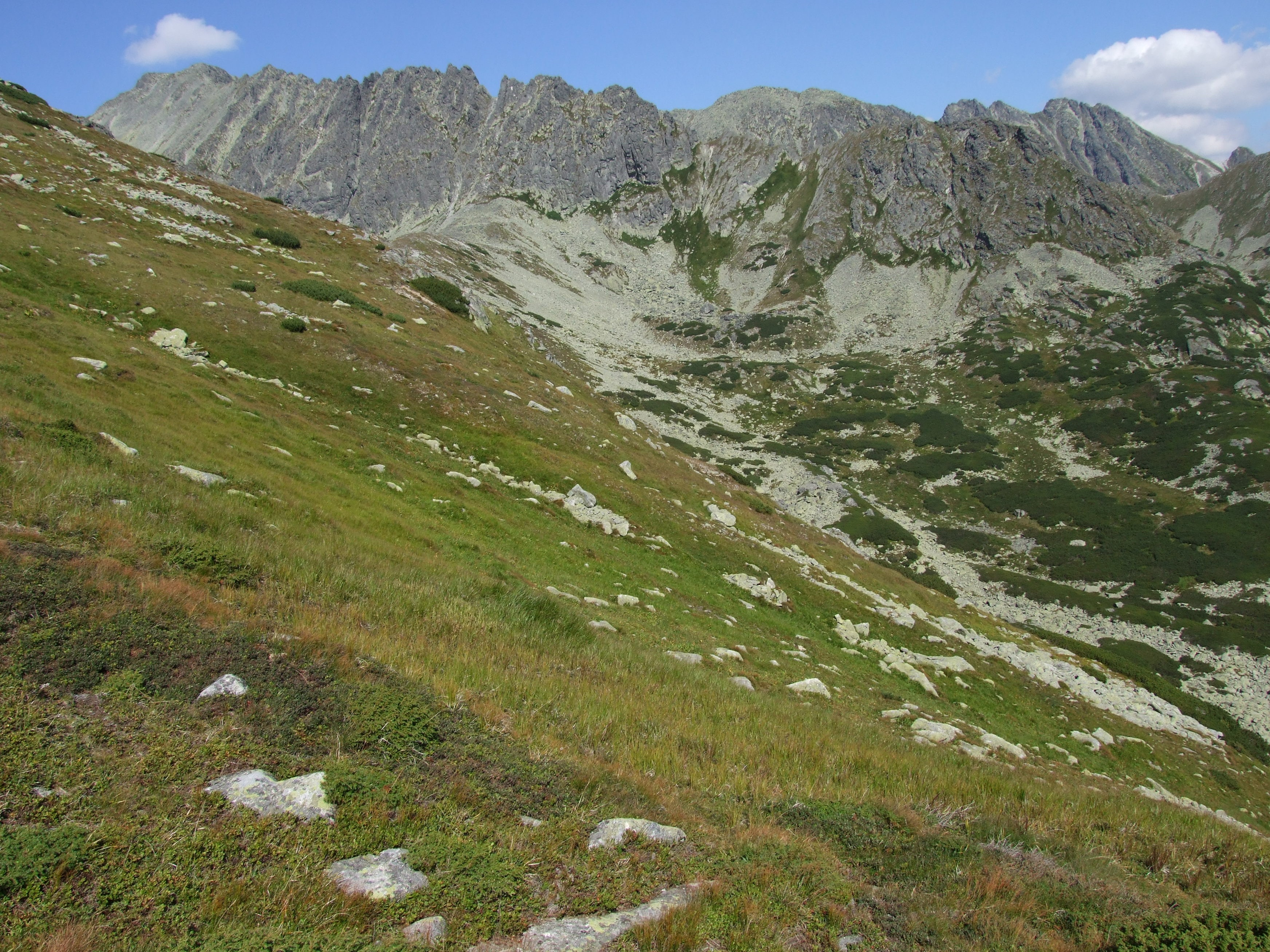
Zadni Handel poniżej progu Doliny Ważeckiej

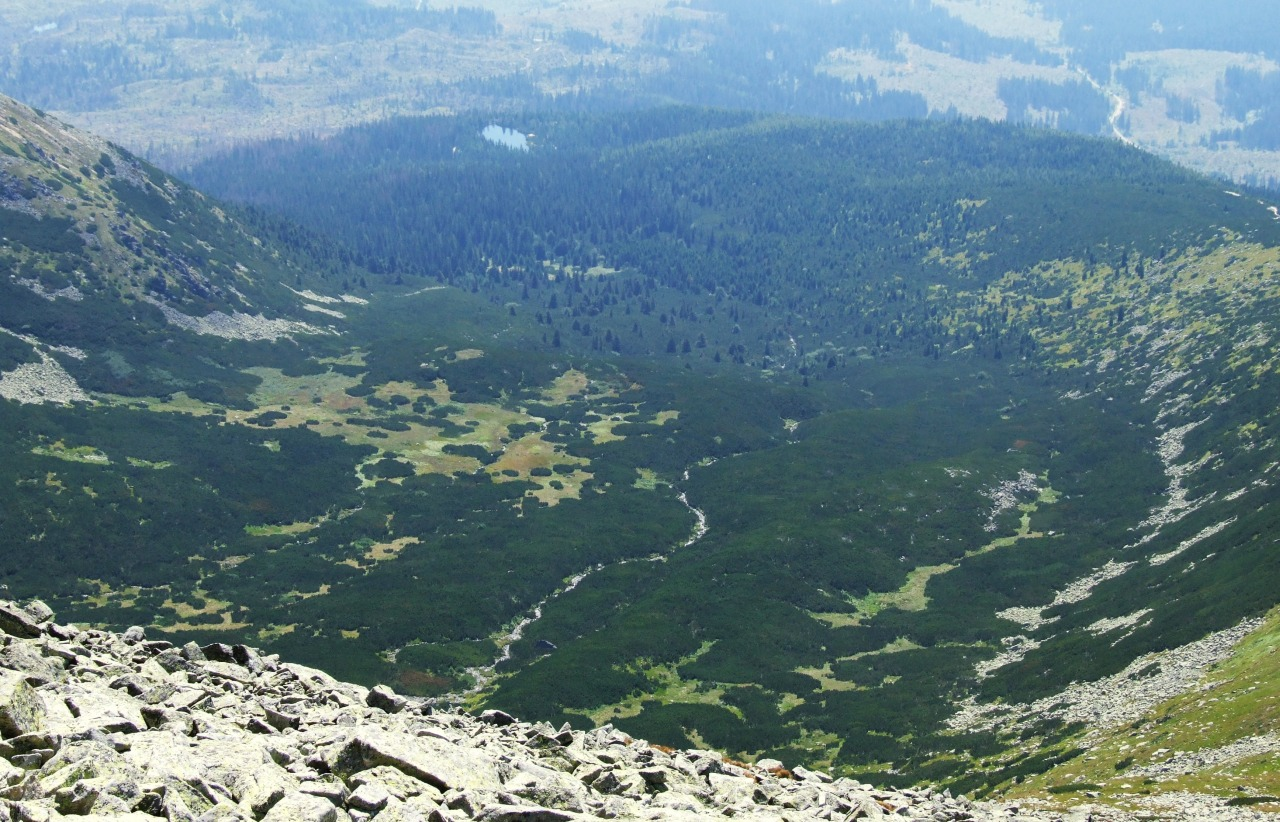
Zadni Handel i Przedni Handel, poniżej Jamski Staw

Zadni Handel (słow. Zadný Handel) – duży taras w środkowej części Doliny Ważeckiej w słowackich Tatrach Wysokich. Otoczony jest z trzech stron przez Jamską Grań, niski próg Doliny Ważeckiej oddzielający go od najwyższego piętra tej doliny i Pawłowy Grzbiet. Poniżej znajduje się Przedni Handel. W dolnej części Zadniego Handlu wypływa Wielki Złomiskowy Potok.
W różny sposób tłumaczono powstanie nazw Przedni i Zadni Handel. Najbardziej prawdopodobne jest, że nazwy te pochodzą od niemieckich słów Handel lub Berghandel oznaczających przedsiębiorstwo lub urządzenia górnicze. Istotnie, dawniej na Zadnim Handlu znajdowały się stępy lub miejsca, w których w poszukiwaniu złota kruszono kamienie przetransportowywane tutaj z Krywańskich Bani. Istnieje też druga wersja, według której nazwy te pochodzą od słowackiego słowa handel (a to z kolei od niemieckich słów Handel, Handlung lub Holzhandlung) oznaczającego niewielkie osiedla robotników leśnych lokalizowane w miejscach, gdzie obrabiano drzewa do dalszego transportu. Ta wersja jest nieprawdopodobna, gdyż zarówno Zadni, jak i Przedni Handel znajdują się powyżej górnej granicy lasu.
Dawniej Przednim i Zadnim Handlem nazywano część doliny lub całą Dolinę Ważecką.